# Erwachsenenalter
Erwachsenenalter beschreibt in der Entwicklungspsychologie den Altersabschnitt ab dem 19. bis zum 80. Lebensjahr. Das Erwachsenenalter wird unterteilt in ein frühes (18–35), mittleres (35–65) und höheres (65–80) Erwachsenenalter. Die aktive Lebensphase nach dem Berufsleben, die in relativer Gesundheit verbracht werden kann, wird als Drittes Alter beschrieben. Die Zeit nach dem 80. Lebensjahr gilt als hohes Alter. Die Übergänge zwischen diesen Lebensphasen sind kontinuierlich, sie unterscheiden sich stark in ihren Anforderungen (siehe auch: Entwicklungsaufgabe) und Möglichkeiten. Im frühen und mittleren Erwachsenenalter findet eher eine Differenzierung und Expansion der Aufgaben, Kompetenzen und Ressourcen statt. Es handelt sich meist um ein „Hineinwählen“ in verschiedene Bereiche (zum Beispiel Partnerschaft, Beruf, Elternschaft). Im höheren Erwachsenenalter und im hohen Alter spielt hingegen aufgrund biologisch bestimmter Einschränkungen die Konzentration der Kräfte und Nutzung vorhandener Stärken eine große Rolle. In diesen Lebensphasen erfolgt eher ein „Abwählen“ von Bereichen und die Pflege der verbleibenden Bereiche.